# 水城さくら
水城 さくら（みずき さくら、1991年11月8日 - ）は現役女子中高生アイドルグループ『ファンタ☆ピース』のメンバー。大阪府出身。
芸名は一般公募により決定したものである（さえ→水城さくら）。以前は愛川 冴名義でグラビアなどで活動。父、母、兄（川端翔）、姉（川端麗）がいる。

## プロフィール
- 生年月日：1991年11月8日（33歳）
- 身長：164cm
- スリーサイズ：B80cm、W58cm、H80cm
- 足のサイズ：24cm
- 血液型：O型
- 趣味：お菓子作り
- 特技：ピアノ

## 出演
テレビ
- ファンタくらぶ（2007年2月 - 、ケーブルウエストコミュニティチャンネル）

ラジオ
- ファンタスター学園（2007年1月 - 、ラジオ大阪）

CM
- 週3日制予備校 サクセス（2007年3月 - ）

## 作品
写真集
- 冴-愛川冴写真集（2006年、オークラ出版）

DVD
- 愛川冴13歳（エンジェルプロダクション）
- 愛川冴13歳Vol.2（エンジェルプロダクション）
- milk chocolate（アートハウス・ゴン）
- ピーチ・ミント（オークラ出版）
- 愛川冴ファイナル（エンジェルプロダクション）

CD-R
- 新北風（エンジェルプロダクション）
- FREEDOM（エンジェルプロダクション）